# Salzgitter Mannesmann

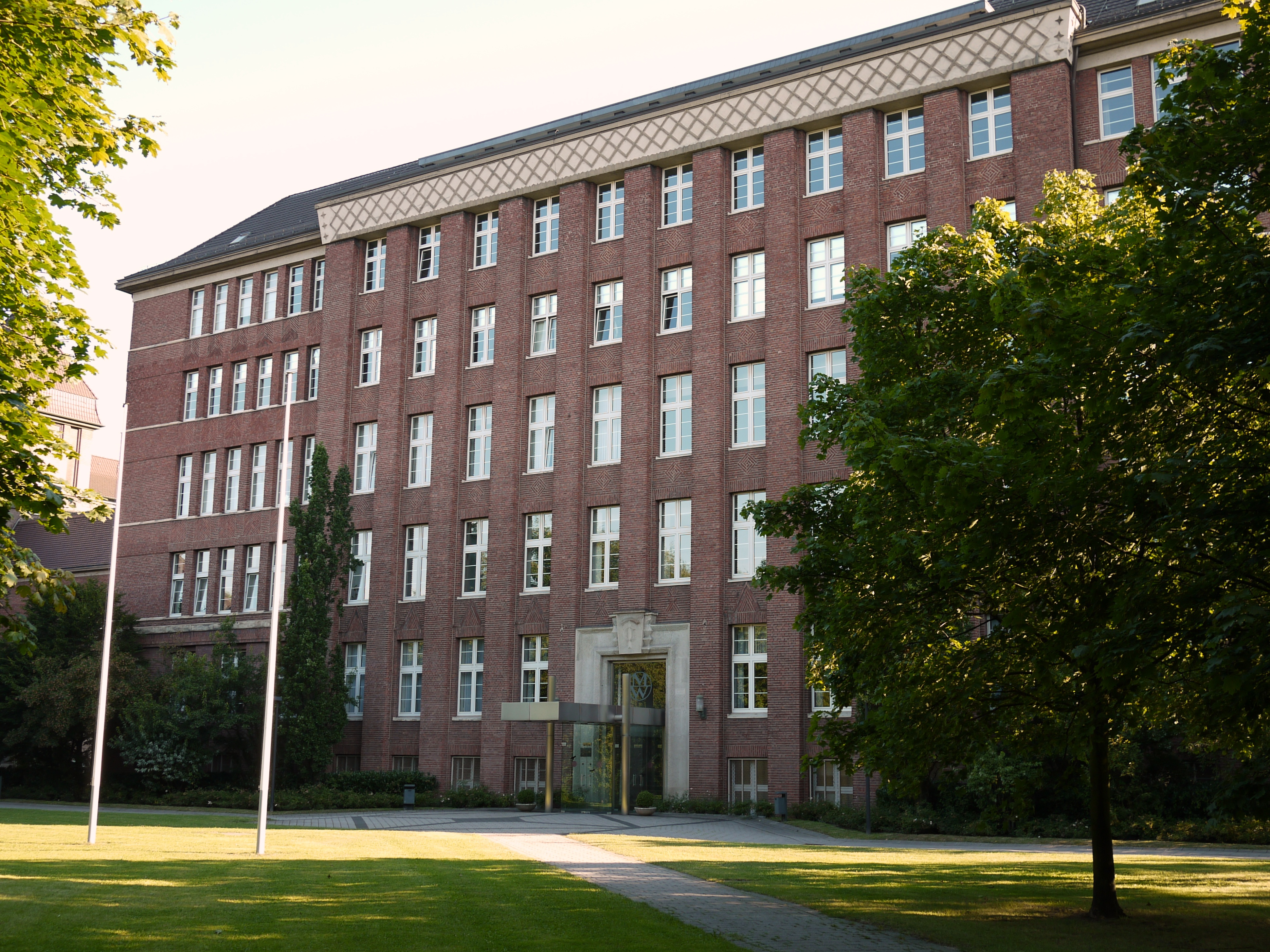
Ehemalige Verwaltung von Salzgitter Mannesmann in Mülheim an der Ruhr, heute Sitz diverser Tochterunternehmen

Die Salzgitter Mannesmann GmbH ist die Führungsgesellschaft der operativen Gesellschaften des Geschäftsbereichs Stahlverarbeitung des Salzgitter-Konzerns. Seit 2005 befindet sich ihr Sitz in Salzgitter, zuvor in Mülheim an der Ruhr. Sie bietet ihren Kunden ein breites Sortiment an hochwertigen geschweißten und nahtlosen Stahlrohren für unterschiedliche Anwendungsbereiche. Hier befinden sich heute die Rechte an der Marke Mannesmann.

Bis zur Übernahme durch die Salzgitter AG lautete der Name Mannesmannröhren-Werke AG und war von 1908 bis zur Liquidation nach dem Zweiten Weltkrieg der Name des alten Mannesmann-Stahlkonzerns mit Sitz in Düsseldorf. 1970 wurden die Mannesmannröhren-Werke als Tochtergesellschaft des Mannesmann-Konzerns neu gegründet. Die Mannesmannröhren-Werke waren damit – als Tochtergesellschaft der bereits 1955 neu entstandenen Mannesmann AG – eines der weltweit größten Unternehmen zur Herstellung von Stahlrohren.

## Gründung und Entwicklung zum Stahlkonzern
1890 als Zusammenschluss mehrerer Röhrenwerke der Remscheider Brüder Max und Reinhard Mannesmann unter dem Namen Deutsch-Österreichische Mannesmannröhren-Werke AG mit Sitz in Berlin gegründet, wurden 1893 die Verwaltung und später der Unternehmenssitz nach Düsseldorf verlegt, das damals das Zentrum der deutschen Stahlröhrenindustrie war. 1897 wurde in Rath das Werk für die Produktion von nahtlosen Rohren in Betrieb genommen. 1908 erhielt das Unternehmen den neuen Namen Mannesmannröhren-Werke AG und entwickelte sich in der Folge über die Röhrenproduktion hinaus zu einem der großen deutschen Stahlkonzerne mit eigener Stahlproduktion.

## Neugründung nach dem Zweiten Weltkrieg
Nach dem Zweiten Weltkrieg wurde der alte Mannesmann-Konzern 1952 von den Alliierten entflochten und in die drei selbstständigen Unternehmen Mannesmann AG (u. a. mit der Hüttenwerk Huckingen AG), Consolidation Bergbau AG, und Stahlindustrie und Maschinenbau AG (STAMAG) aufgeteilt. Die Mannesmannröhren-Werke wurden liquidiert. Im Jahre 1955 schlossen sich die drei Gesellschaften aus wirtschaftlichen Gründen unter Führung der Mannesmann AG erneut zu einem Konzern zusammen. 1969/70 erfolgte auf Grund eines Arbeitsteilungsabkommens mit Thyssen (Flachstahl zu Thyssen, Röhren zu Mannesmann) unter dem Konzerndach von Mannesmann die Neugründung der Mannesmannröhren-Werke AG, um dort die deutsche Stahlrohrproduktion zu konzentrieren. Damit entstand einer der weltgrößten Röhrenproduzenten. Der Sitz der Gesellschaft wurde Mülheim a.d. Ruhr, der bisher Sitz der übernommenen Thyssen Röhrenwerke war. Die ATH beteiligte sich zunächst mit 33 %, dann ab 1974 mit 25 % am neuen Unternehmen. In das neue Unternehmen gingen unter anderem das Hüttenwerk Huckingen, das Thyssen-Röhrenwerk Mülheim (heute Europipe, Mannesmann Grobblech) und diverse weitere Werke in Düsseldorf-Rath, -Lierenfeld, Wickede (Ruhr) (ehem. Wuragrohr) und weitere ein.

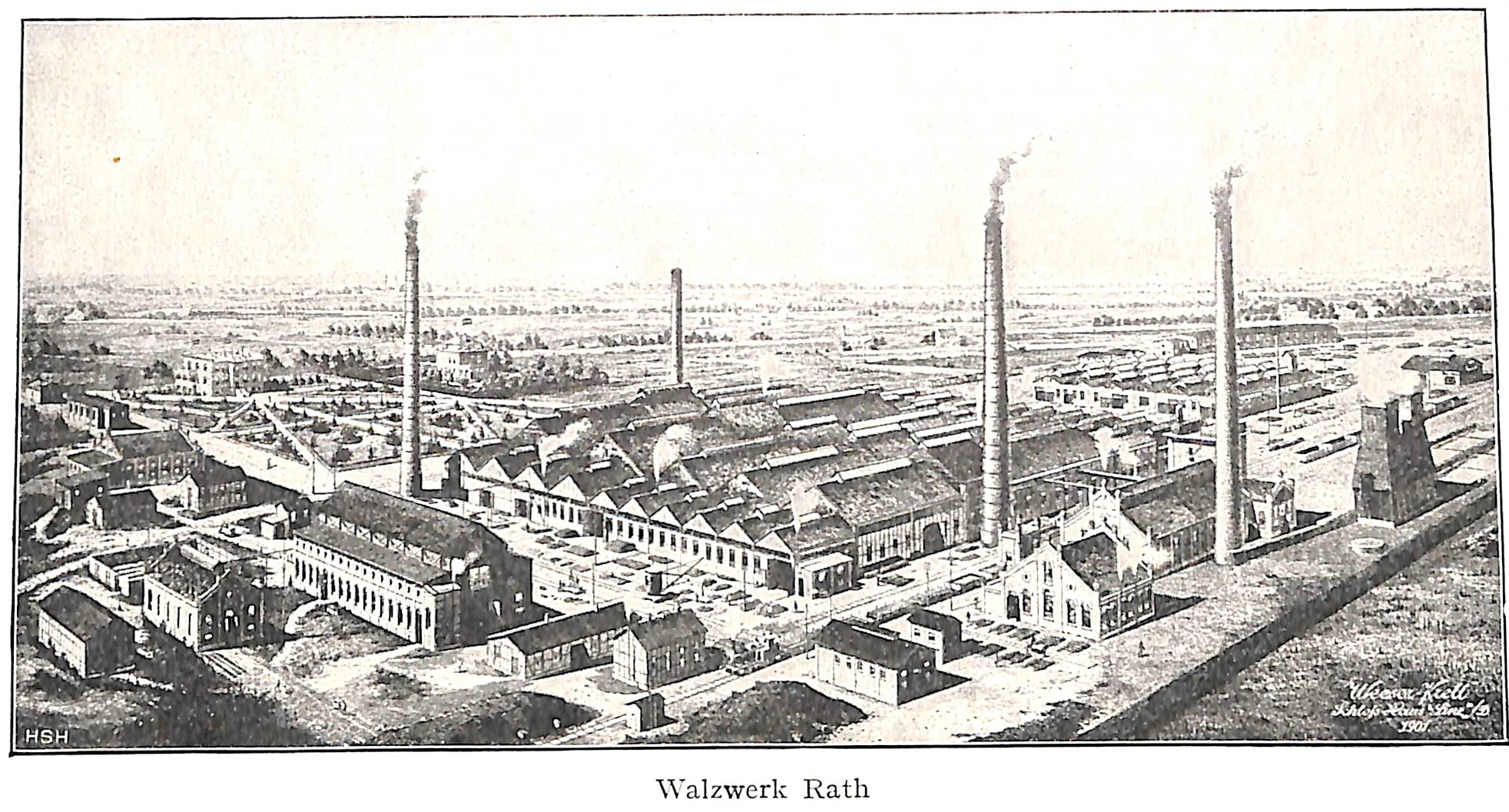
Vogelschau des Walzwerks Rath der Mannesmannröhren-Werke in Düsseldorf-Rath, Panorama von Jakob Weeser-Krell, 1901

1990 stieg die Konzernmutter, nachdem sie sich in mehreren Technologiebereichen bereits breit diversifiziert hatte, in den Mobilfunk ein und entwickelte sich dort schnell zu einem führenden Unternehmen. Ende der 1990er begannen Planungen, sich auf diesen zukunftsträchtigen Bereich zu konzentrieren und die übrigen Geschäftsfelder abzustoßen. Das Hüttenwerk in Duisburg-Hüttenheim wurde bereits 1990 in eine gemeinsame Stahlgesellschaft mit der Krupp Stahl AG, die Hüttenwerke Krupp Mannesmann (HKM), eingebracht, an der das Unternehmen auch heute noch mit 30 % beteiligt ist. 1997 wurde das französisch-deutsche Joint Venture Vallourec & Mannesmann Tubes gegründet, in dem beide Partner ihre gesamten Aktivitäten für nahtlos warmgefertigte Rohre und Ölfeldrohre konzentrierten. Mannesmann war an dem Joint Venture mit 45 % beteiligt. 1998 beteiligte sich das Unternehmen mit 23 % am türkischen Röhrenproduzenten Borusan, die in Borusan Mannesmann umbenannt wurde.

Die Mannesmannröhren-Werke wurden im Jahr 2000 nach der spektakulären feindlichen Übernahme des Mannesmann-Konzerns durch das britische Telekommunikationsunternehmen Vodafone im Jahr 2000 an die Salzgitter AG verkauft. 2005 wurde die Beteiligung an dem Joint Venture Vallourec & Mannesmann Tubes vollständig durch Salzgitter an die französische Vallourec abgegeben, die sich seit 2013 Vallourec Deutschland nennt. Die Werke in D-Rath, -Reisholz und Mülheim sowie das Werk in Belo Horizonte (Brasilien) kamen so vollständig zu Vallourec. Vallourec schloss 2023 alle deutschen Standorte.

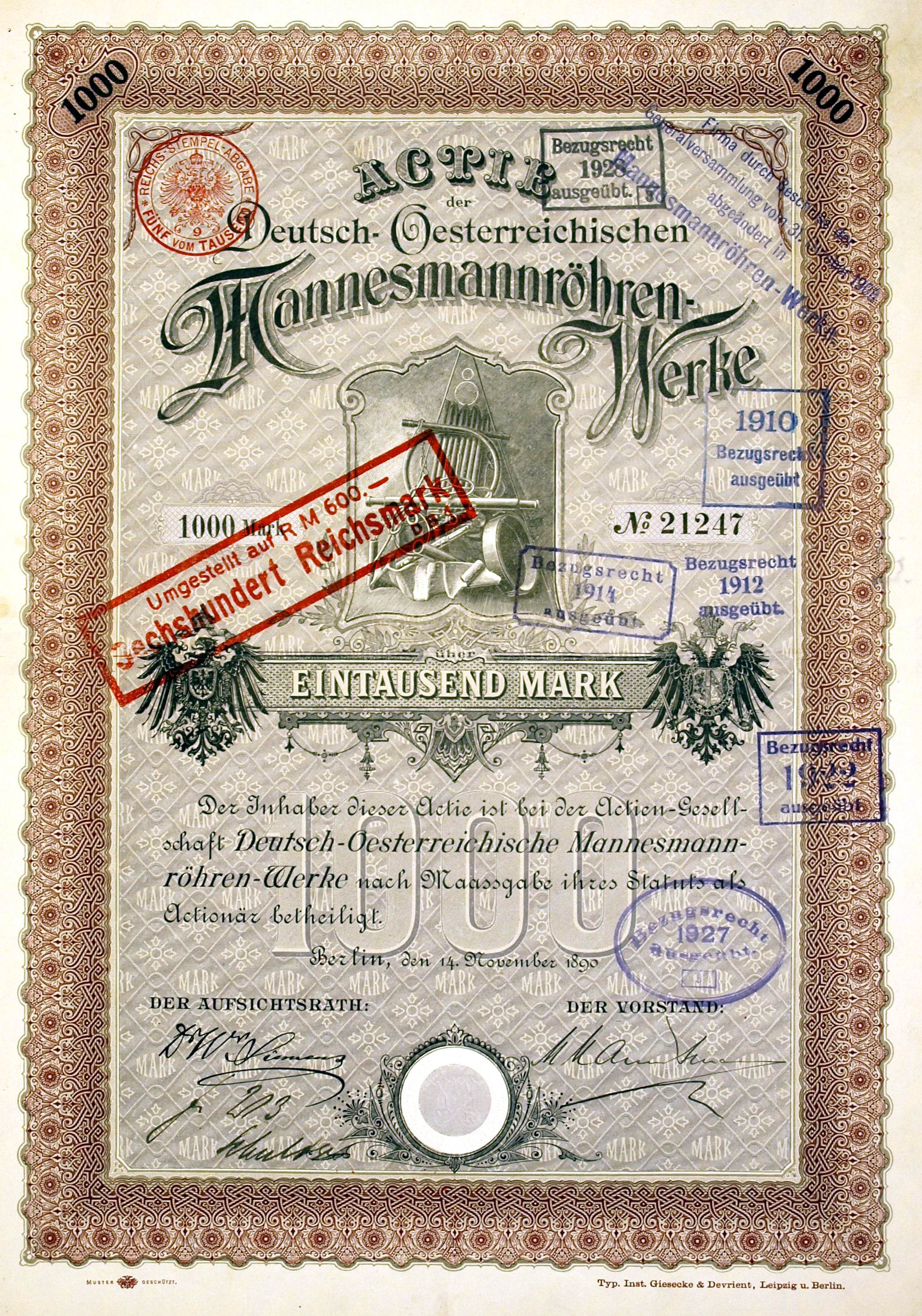
Gründeraktie der Deutsch-Oesterreichischen Mannesmannröhren-Werke vom 14. November 1890 mit Unterschrift von Max Mannesmann

Das seit dem Kauf durch Salzgitter als Salzgitter Mannesmann GmbH auftretende Unternehmen produziert heute hauptsächlich geschweißte Rohre. Der Sitz wurde 2005 von Mülheim a.d. Ruhr nach Salzgitter verlegt. Das Großrohrwerk in Mülheim (Europipe) ist seit 2019 Bestandteil der Route der Industriekultur. Die Mannesmann Stainless Tubes GmbH wurden im Feb. 2024 an die italienische Cogne Acciai Speciali verkauft. Im selben Jahr trennte sich das Unternehmen von seiner 23%igen Beteiligung bei Borusan Mannesmann. Von seiner Beteiligung an HKM will sich Salzgitter Mannesmann, wie Thyssenkrupp, in naher Zukunft trennen.

## Tochterunternehmen und Standorte
- Mannesmann Precision Tubes, Mülheim a.d. Ruhr
  - Mannesmannröhren-Werk GmbH (zuvor Salzgitter Mannesmann Rohr Sachsen), Zeithain
  - Werke in Hamm, Saint-Florentin (Yonne), Vitry-le-François, El Salto (Mexiko), Holzhausen (Burbach), Brackwede (Bielefeld), Wickede (Ruhr), Helmond
- Salzgitter Mannesmann Grobblech, Mülheim a.d. Ruhr
- Mannesmann Line Pipe, Siegen, mit einem weiteren Werk in Hamm
- Mannesmann Grossrohr (zuvor Salzgitter Großrohre), Salzgitter
- Ilsenburger Grobblech, Ilsenburg (Harz)
- Europipe GmbH, Mülheim a.d. Ruhr (50 %)
- Hüttenwerke Krupp Mannesmann, Duisburg (30 %)

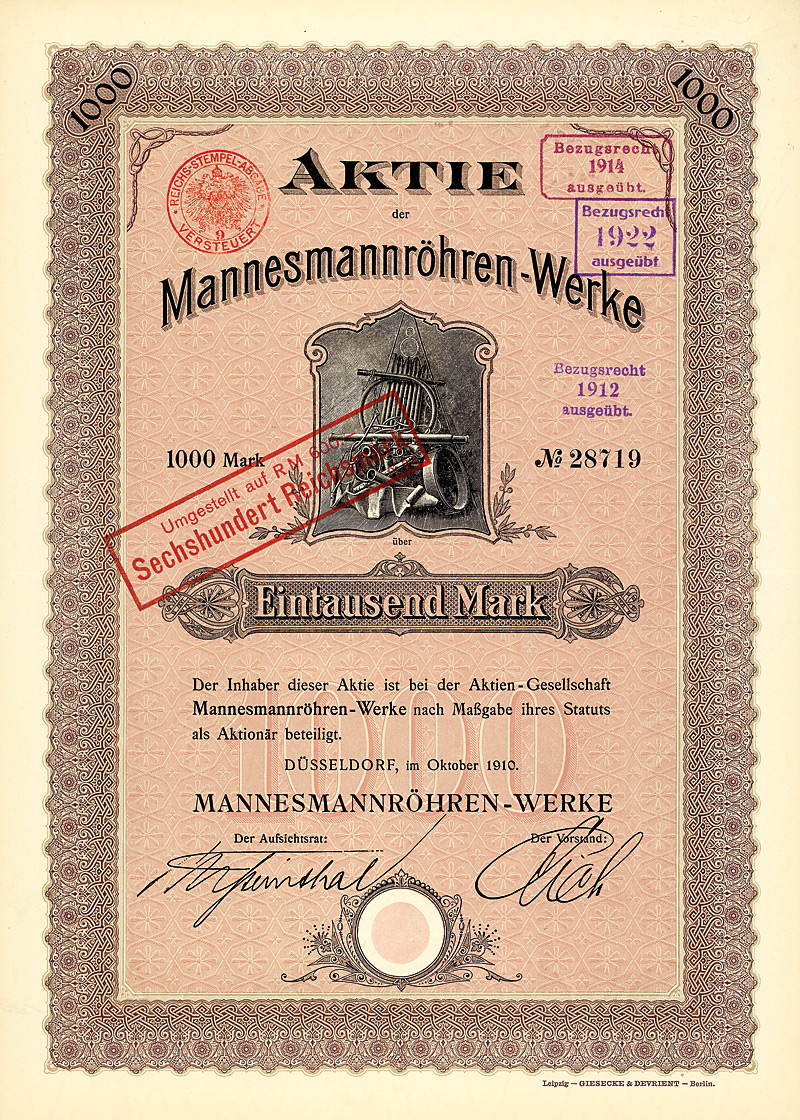
Aktie über 1000 Mark der Mannesmannröhren-Werke vom Oktober 1910

## Rohre für den Fahrradrahmenbau
Mannesmann stellte in den 1980er bis Anfang der 1990er Jahre Rahmenrohre für den Fahrradrahmenbau her. Mannesmann lieferte die Rohre an die italienische Firma Oria, vertrieb seine Rohre aber teilweise auch unter eigenem Namen. Oria war neben Reynolds, Tange International und Columbus Tubi einer der führenden Hersteller von Rahmenrohren. In den 1980er Jahren versuchte das Unternehmen, dem Traditionshersteller Columbus Konkurrenz zu machen. Oria verbaute verschiedene Stahlrohlinge; neben Mannesmann auch von anderen Rohrherstellern. Teilweise waren die Oria-Rahmen mit dem Zusatz „Ein Produkt von Mannesmann“ gelabelt („Prodotto base Mannesmann“) bzw. Mannesmann Oria.
Wie bei anderen Rahmenrohr-Herstellern wurden Rohre in unterschiedlichen Qualitätsstufen produziert, was sich vor allem auf das Gewicht auswirkte. Verbaut wurden die Rohre von namhaften Herstellern, wie in Deutschland von Enik, Albuch Kotter; in Italien von Francesco Moser, Guerciotti, Tommasini, Luigi Montagner, Olmo, Dancelli, Daccordi, Ciöcc und Pinarello (erster Rahmen aus Oria tubing 1993).